# Механобрчермет
Механобрчермет (Акционерное общество «НАУЧНО-ИССЛЕДОВАТЕЛЬСКИЙ И ПРОЕКТНЫЙ ИНСТИТУТ ПО ОБОГАЩЕНИЮ И АГЛОМЕРАЦИИ РУД ЧЕРНЫХ МЕТАЛЛОВ „МЕХАНОБРЧЕРМЕТ“», код ЕГРПОУ 04689352) — научно-исследовательский и проектный институт по обогащению и агломерации руд чёрных металлов, крупный научно-технический центр, главная специализированная организация по переработке минерального сырья Украины. Имеет дочернее предприятие «МЕХАНОБРЧЕРМЕТ», код ЕГРПОУ 42635471.

## История
Согласно приказу № 516 «О мерах по улучшению исследований обогащения железных и марганцевых руд и проектирования обогатительных и агломерационных фабрик чёрной металлургии Юга и Центра» Министра чёрной металлургии от 29 декабря 1955 года было принято решение об организации научно-исследовательского и проектного института по обогащению и агломерации руд чёрных металлов «Механобрчермет».
На протяжении первых месяцев велась работа по комплектации института сотрудниками. Базой кадров стала лаборатория обогащения руд НИГРИ из 28 человек, группа проектировщиков Кривбасспроекта из 25 человек и специалистов горнорудных предприятий. Коллектив пополнился молодыми инженерами-выпускниками Криворожского горнорудного, Московского и Ленинградского горных институтов.
В мае 1956 года был получен первый заказ на проект Центральной обогатительной фабрики (ЦОФ) криворожского рудоуправления имени Коминтерна, производительностью 1 млн тонн/год по обогащению разубоженных железных руд.
К концу 1959 года НИИ охватывал проектными и исследовательскими работами крупнейшие горнорудные районы страны — Кривой Рог, Никополь, Керчь и Чиатура. В 1956—1971 годах по проектам института, научно-исследовательским и конструкторским разработкам, была создана мощная рудоподготовительная отрасль чёрной металлургии СССР.
Институт находился в подчинении Управления горнодобывающей промышленности Днепропетровского совнархоза.
В 1997 году институт реорганизован в открытое акционерное общество «НИПИ „Механобрчермет“».

## Характеристика
Институт расположен в центре Криворожского железорудного бассейна и тесно связан с его обогатительными и агломерационными предприятиями. Институт занимал ведущее положение в области обогащения металлических полезных ископаемых СССР.
В своём распоряжении Механобрчермет имеет оборудованные лаборатории и опытное производство для обеспечения испытаний разрабатываемых технологий и оборудования в полупромышленных условиях. Его исследователи, конструкторы и проектировщики обладают опытом разработки технологий и оборудования для обогащения минерального сырья и окускования концентратов, опытом в проектировании промышленных предприятий. Многие разработки НИИ оригинальны по своему научно-техническому решению и не имеют аналогов в отечественной практике. Институт поддерживает связи с другими горнорудными районами Украины (Никополь, Марганец, Кременчуг) по которым выполнял работы.
По проектам Механобрчермета построены предприятия, производящие около 75 % всей железорудной продукции и 98,5 % марганцеворудной продукции стран СНГ. По проектам были построены новые обогатительные фабрики ЦГОКа, ИнГОКа и СевГОКа, расширены действующие фабрики ЮГОКа и НКГОКа в Кривом Роге.

## Деятельность института
- Анализ вещественного состава минерального сырья;
- Разработка магнитных, гравитационных, флотационных, специальных технологий переработки минерального сырья;
- Испытание разрабатываемых технологий в полупромышленных условиях;
- Выбор и разработка технологического оборудования, изготовление экспериментальных образцов;
- Комплексное проектирование промышленных объектов;
- Авторский надзор при строительстве и вводе в эксплуатацию объектов.

Механобрчермет имеет государственные лицензии и свидетельства. В институте введена система управления качеством по стандартам ISO 9001-2009, действует научная библиотека.

## Персоналии
У истоков института были видные деятели горнорудной промышленности — С. М. Мелешкин, В. С. Виноградов, Д. П. Товстановский, его первые руководители П. В. Самохвалов, В. И. Кармазин и Г. Ф. Гончаров. В НИИ работали доктора технических наук В. Кармазин, Г. Губин, С. Шинкаренко, В. Асентьев, 307 кандидатов наук.
Среди сотрудников института орденом «Знак Почёта» награждено 14 человек, орденом Трудовой Славы 3-й степени — 2 сотрудника, медалью «За трудовую доблесть» — 10, «За трудовое отличие» — 12.
Премию Совета Министров СССР получили 9 человек:
- Бражникова, Мира Петровна;
- Бушинская, Нина Андреевна;
- Николаенко, Виктор Павлович;
- Попов, Фёдор Ульянович;
- Савченко, Иван Михайлович;
- Скирко, Виталий Фёдорович;
- Стрелкин, Николай Андреевич;
- Сусликов, Григорий Филиппович;
- Шаблий, Александр Павлович.

### Директора
- Самохвалов Павел Васильевич (1956—1971);
- Сусликов, Григорий Филиппович (1971—1987);
- Грицина Алексей Егорович (1987—1997);
- Воробьёв Николай Константинович (1997—2014);
- Фортуна Вадим Александрович (2014—2018);
- Рожков Андрей Владимирович (с 2018).

## Награды
- дважды Орден Трудового Красного Знамени;
- Орден «Знак Почёта»;
- Почётная грамота Президиума Верховного Совета УССР (20 февраля 1976);
- шесть медалей.